# Hydractinia carnea
Hydractinia carnea är en nässeldjursart som beskrevs av Sars 1846. Hydractinia carnea ingår i släktet Hydractinia och familjen Hydractiniidae. Det är osäkert om arten förekommer i Sverige. Inga underarter finns listade i Catalogue of Life.